# Arachnocorys circumtexta
Arachnocorys circumtexta (лат.) — вид радиолярий из семейства Plagiacanthidae класса полицистин (Polycystinea). Описан Эрнстом Геккелем в 1860 году.

## Описание
Внешний вид характерен большинству радиолярий. Она имеет субсферическую капсулу, напоминающую шлем. Поры пронизывают всю капсулу, сквозь них проходят нити цитоплазмы, соединяющие внутренний и внешний слой. Это образует своего рода скелет из прочной органической мембраны, охватывающий ядро и часть цитоплазмы. Тело плоско-коническое, имеет до 20 прямых, широко расходящихся конических спикул (игл). Каждая из них несёт на средине своей перпендикулярные восходящие «ветви». Они соединены тонкими, похожими на паутину, нитями. Сеть тела неправильная, с девятью более крупными треугольными отверстиями у основания. Воротниковая перегородка с многочисленными, неправильными, округлыми порами.

## Ареал и среда обитания
Ареал включает Средиземное море (Мессина), Чёрное море близ Крыма (спорно), Атлантический океан (между станциями 347 и 354). Средой обитания является пелагиаль.